# Sylvain Kern
Pour les articles homonymes, voir Kern.

Sylvain Kern, né le 10 juillet 1963 à Neuilly-sur-Seine, est un entrepreneur français. Il est le fondateur et dirigeant du cycle de conférences « Cité de la réussite », organisé depuis 1989 à la Sorbonne.

## Biographie

### Origine et formation
Né de parents français tous deux enfants d'immigrés, il est élève au lycée Molière, à Paris. Après son baccalauréat, il entre à l'université Panthéon-Sorbonne, où il obtient un DESS en communication.

### Cité de la réussite
En 1989, alors qu'il est encore étudiant, il fonde avec deux amis la « Cité de la réussite », un forum de débats qui réunit à la Sorbonne de nombreuses personnalités du monde politique, économique, scientifique et culturel,.
L'année suivante, au sortir de l'université, les trois étudiants créent la société d'événementiel CHK, pour faire de l'organisation de ces conférences leur métier,. 
En 2017, la 20e édition réunit 180 intervenants et plus de 20 000 personnes sur deux jours. Depuis ses débuts, la Cité de la réussite a reçu un très grand nombre de personnalités, parmi lesquelles Jacques Chirac, Simone Veil, Carlos Ghosn et Sharon Stone.